# Tema de la Mar Egea
El tema de la Mar Egea, en grec medieval θέμα τοῦ Αἰγαίου Πελάγους, va ser un tema o província de l'Imperi Romà d'Orient situada a la part nord de la mar Egea i creat a mitjans del segle ix. va ser un dels tres temes navals de l'imperi i s'utilitzava principalment per proporcionar naus i tropes per a la marina imperial, però també tenia funcions de districte administratiu civil.

## Història
El tema es va originar a partir de la Província de les Illes de l'antiguitat tardana, que incloïa les illes del sud-est i de l'est de la mar Egea per damunt de Ténedos. El tema amb el nom de "mar Egea" apareix per primera vegada per designar un districte administratiu, cap a principis del segle viii, època de la que es conserven segells de diversos dels kommerkiarioi (oficials de duanes). Un segell datat el 721/722 fa referència a un oficial a càrrec de totes les illes, cosa que pot significar domini sobre les illes de la mar Egea occidental, sobrepassant l'antiga província de les Illes. Militarment, les illes es trobaven sota el comandament del cos de Karabisianoi i més endavant depenien del tema dels Cibirreotes. A partir de finals del segle viii, van aparèixer a la mar Egea dos comandaments: el drungari de l'Egea, que controlava la part nord, i el drungari del Dodecanès (Les dotze illes), o del Kolpos (Golf), responsable de la part sud. El primer comandament, que es va convertir aleshores en el tema de l'Egea, incloïa les illes del nord de la mar Egea, els Dardanels i les costes meridionals de la Propòntida, mentre que el segon comandament es va convertir en el Tema de Samos.El tema de la Mar Egea es va crear l'any 843. El seu estrateg no consta al Taktikon Uspenski del 842/843 que enumera els drungaris en actiu, però es menciona a Lesbos el 843.
El tema de la Mar Egea era un tema clàssic, amb funcions civils, fiscals i militars, i se subdividia en turmes i bandes. Als Dardanels i a la Propòntida, el drungari i l'estrateg compartien l'autoritat amb el comes del tema d'Opsícion. Igual que al tema de Samos, el comte d'Opsícion probablement s'ocupava de l'administració civil i la defensa local, mentre que el tema de la Mar Egea només era responsable dels subministraments navals. Sembla que els habitants del tema d'Opsícion, i en particular els eslaus, servien a la infanteria de marina durant el segle x. Les illes principals del tema eren Lesbos (la capital del tema), Lemnos, Imbros, Tènedos i Quios (que després es va incorporar al tema de Samos), les Espòrades i les Cíclades. Segons Helene Ahrweiler, les Cíclades probablement es van incorporar al tema de la Mar Egea quan es va dividir el comandament naval del Dodecanès/Kolpos i es va crear el tema de Samos a finals del segle ix. El 911, les forces del tema naval constaven de 2.610 mariners i 400 soldats d'infanteria naval.
La província va sobreviure fins a principis del segle xi quan es va començar a dividir en unitats més petites. Les Cíclades i les Espòrades, Quios i la regió d'Abidos de Mísia tenien el seu propi estrateg. El tema de la Mar Egea es va convertir en una província civil que només comprenia les costes de la Propòntida i la regió de Constantinoble. Al final del segle xi, el que quedava de l'antiga flota del tema es va integrar a la marina imperial unificada a Constantinoble, sota la direcció d'un megaduc. Posteriorment, al segle xii, el tema de la Mar Egea sembla haver-se fusionat amb el tema d'Opsícion, tal com es testimonia al Partitio terrarum imperii Romaniae, un document signat el 1204 després de la Quarta Croada.